# Бенвенистова къща
Бенвенистовата къща или Сграда на Симха и Бенвенисте (на гръцки: Οικοδομή Μπενβενίστε, Οικοδομή Σίμχα-Μπενβενίστε) е историческа постройка в град Солун, Гърция.

## Местоположение
Сградата е разположена на кръстовището на улица „Йонос Драгумис“ с улица „Йоанис Цимискис“.

## История
Построена е в 1926 година по плановете на Анастасиос Захариадис и Константинос Кокоропулос. Първите собственици са Хаим Моше Бенвенисте и Симха Хаим. Хаим Моше Бенвенисте е продавач на хартия на улица „Навархос Воци“ № 3. Той е член и във фирма „Къща Хаим Бенвенисте“ (Οίκος Χαΐμ Μενβενίστε) заедно със сина си Морис Хаим Бенвенисте. В същия район той ръководи и магазин за канцеларски материали с брат си Алберто Хаим Бенвенисте. Симха Хаим от своя страна е търговец на платове от испански произход, работещ на улица „Влалис“ № 2. Бизнесът му е открит преди 1919 година.
Сградата е обявена за паметник на културата в 1983 година.

## Архитектура
Сградата се състои от партер с мецанин и четири етажа. На партерния етаж има пет магазина, а на всеки от етажите има по 10 офиса (някои от които могат да работят и групово по 2 или 3). Характерна е кръговата конфигурация на ъглите на двете страни, която е подчертана с кръгли балкони, които се поддържат върху релефно украсени подпори.
Фасадата към улица „Цимискис“ е разделена на пет панела от вертикалните носещи елементи, докато фасадата към улица „Йонос Драгумис“ е разделена на три. Приземният етаж функционира като основа на сградата, а четвъртият етаж е отделен от останалата част на сградата с издаден корниз, има само прозорци като отвори и функционира като покрив на сградата.
Почти триетажните псевдоколони на корпуса на сградата в комбинация с псевдопиедесталите на четвъртия етаж, завършващи с „очи” на парапета, подчертават нейния еклектичен характер, както и вертикалното носещо тяло на сградата. Подобно на всички имения от междувоенния период, сградата се развива около вътрешно пространство със стъклен покрив, което чрез коридори разпределя трафика вътре в постройката. Последният етаж изглежда е добавен след 1998 година, тъй като на снимка от тази година все още се виждат три етажа, но с покривала, които говорят за извървшана по това време строителна работа. Въпреки това, той е запазил морфологията на сградата и е спазил изцяло оригиналния ѝ дизайн.